# Большая Люль
Большая Люль — река в России, протекает по Чердынскому району Пермского края. Устье реки находится в 27 км по левому берегу реки Вижаиха. Длина реки составляет 10 км.
Исток реки находится в 23 км к северо-западу от села Ныроб. Река течёт на юг, всё течение проходит по ненаселённому лесу. На реке нежилая деревня Люль.

## Данные водного реестра
По данным государственного водного реестра России относится к Камскому бассейновому округу, водохозяйственный участок реки — Кама от водомерного поста у села Бондюг до города Березники, речной подбассейн реки — бассейны притоков Камы до впадения Белой. Речной бассейн реки — Кама.
Код объекта в государственном водном реестре — 10010100212111100006581.